# Andrzej Wojtaszak
Andrzej Wojtaszak (ur. 12 lutego 1961) – polski historyk i politolog, profesor uczelni na Uniwersytecie Szczecińskim.
Stopień doktora nauk humanistycznych otrzymał w 1992 na podstawie pracy pt. Problemy narodowe w koncepcjach programowych PPS 1892-1921 (promotor dr hab. Marian Grzęda-Kempiński), a stopień doktora habilitowanego uzyskał w 2006 na podstawie rozprawy pt. Generalicja Wojska Polskiego 1921-1926.
W latach 1998–2002 był zastępcą Dyrektora Instytutu Politologii, a w latach 2002–2005 prodziekanem Wydziału Humanistycznego Uniwersytetu Szczecińskiego. Obecnie wykładowca w Instytucie Nauk o Polityce i Bezpieczeństwie Uniwersytetu Szczecińskiego.
Jego zainteresowania koncentrują się wokół historii wojskowości i najnowszej, a także zagadnień myśli politycznej i bezpieczeństwa międzynarodowego.

## Wybrane publikacje
- Generalicja Wojska Polskiego 1935-1939. Analiza grupy funkcjonalno-decyzyjnej, Szczecin 2018.
- Generalicja Wojska Polskiego 1918-1926, Warszawa-Szczecin 2012.
- Generalicja Wojska Polskiego 1921-1926, Szczecin 2005.
- Idee narodowe w myśli politycznej socjalistów polskich okresie walki o niepodległość (1892-1921), Szczecin 1998[3].